# Orto botanico artico-alpino della Fondazione Walter Meusel
Arktisch-Alpiner Garten der Walter-Meusel-Stiftung (2,800 m²) è un orto botanico senza scopo di lucro specializzato in piante artiche e alpine. È gestito dalla Fondazione Walter Meusel di Schmidt-Rottluff-Straße 90, Chemnitz, Sassonia, Germania, ed è aperto tutti i giorni tranne la domenica.
È stato fondato nel 1956 da Walter Meusel, un musicista, compositore e autore di libri zoologici e botanici. Dopo la sua morte nel 1990, la Fondazione Walter Meusel ha continuato a preservare il giardino e ad eseguire ricerche e conservazione botaniche.
Oggi l'orto contiene circa 6.000 specie di piante con particolare attenzione alle regioni fredde e montane. Mantiene notevoli collezioni di salici (Salix), Ericaceae, felci (Pteridophyta) e piante di montagna della Nuova Zelanda, nonché buone collezioni di Saxifragaceae e piante dell'Himalaya, Asia orientale, Caucaso, Nord e Sud America, le Alpi, e diverse catene montuose europee basse.